# Torneo del Interior 1988-89
El Torneo del Interior 1988-89 fue la cuarta edición de este certamen futbolístico argentino. Su objetivo fue, a través de dos torneos zonales, obtener el ascenso al Campeonato Nacional B 1989-90, más la posibilidad de disputar un Torneo Reducido para ascender a Primera División.
El torneo inició el 2 de octubre de 1988 con la disputa de la Etapa Provincial y finalizó con la definición de los ganadores de las Etapas Regionales el 9 de abril de 1989. Este año fue el último en que se utilizó este formato, ya que tras este torneo fueron suprimidas las Etapas Provinciales.
Los ascensos se definieron el 4 de junio con la finalización de los Torneos Zonales, disputados en conjunto con 4 equipos de la Primera B. Del Torneo del Interior, ascendieron Atlético de Rafaela y Olimpo. Ambos equipos a su vez, se ganaron el derecho de participar en el Torneo Reducido de Ascenso por una plaza en la Primera División Argentina, sin embargo ninguno de los dos logró acceder a dicha plaza, debiendo disputar la temporada 1989-90 en la Primera B Nacional.

## Ascensos y descensos
| Ascendido del TDI 1987-88 a la Primera División 1988-89 |
| ------------------------------------------------------- |
| San Martín (T)                                          |

| Ascendido del TDI 1987-88 a la B Nacional 1988-89 |
| ------------------------------------------------- |
| Estación Quequén                                  |

| Descendidos del Nacional B 1987-88 |
| ---------------------------------- |
| Ferro Carril Oeste (GP)            |
| Gimnasia y Esgrima (J)             |
| Guaraní Antonio Franco             |

| Incorporados de las ligas regionales                                         |
| ---------------------------------------------------------------------------- |
| Ciento siete (107) equipos ganadores de las plazas de sus ligas respectivas. |

## Formato

### Etapa Provincial
Participaron 62 equipos de 9 provincias (Santiago del Estero, La Rioja, Misiones, Corrientes, Chaco, Santa Fe, Entre Ríos, Buenos Aires y La Pampa), que fueron divididos de la siguiente manera:
- Santiago del Estero: Dos equipos se enfrentaron a ida y vuelta, y el ganador clasificó a la segunda etapa.
- La Rioja: Dos equipos se enfrentaron a ida y vuelta, y el ganador clasificó a la segunda etapa.
- Misiones: Tres equipos jugaron en una zona única, disputando 6 fechas. El primero de la zona clasificó a la segunda etapa.
- Corrientes: Cuatro equipos jugaron en una zona única, disputando 6 partidos cada uno. El primero de la zona clasificó a la segunda etapa.
- Chaco: Tres equipos jugaron en una zona única, disputando 6 fechas. El primero de la zona clasificó a la segunda etapa.
- Santa Fe: Catorce equipos fueron divididos en tres zonas de entre 4 y 5 participantes, jugando partidos a ida y vuelta. Los primeros de cada zona clasificaron a la segunda etapa.
- Entre Ríos: Seis equipos jugaron en una zona única, disputando 10 partidos. El primero de la zona clasificó a la segunda etapa.
- Buenos Aires: Veintiséis equipos fueron divididos en cinco zonas de entre 5 y 6 participantes, jugando partidos a ida y vuelta. Los primeros de cada zona clasificaron a la segunda etapa.
- La Pampa: Dos equipos se enfrentaron a ida y vuelta, y el ganador clasificó a la segunda etapa.

### Etapa Regional
Participaron 60 equipos (45 ingresaron de manera directa a esta etapa, mientras que los 15 restantes ingresaron desde la primera etapa) de todas las provincias del país. Fueron divididos de la siguiente manera:
- Región Norte: Ocho equipos fueron divididos en dos zonas de 4 participantes, disputando cada zona 6 fechas. Los primeros dos de cada zona avanzaron a la ronda final, donde se enfrentaron a ida y vuelta. Los dos primeros avanzaron a la siguiente etapa.
- Región Litoral: Trece equipos fueron divididos en tres zonas de entre 4 y 5 participantes, disputando partidos a ida y vuelta. Los primeros dos de cada zona avanzaron a la ronda final donde volvieron a dividirse, esta vez, en dos zonas de 3 equipos, disputando 6 fechas. Los primeros de cada zona avanzaron a la siguiente etapa.
- Región Oeste: Nueve equipos fueron divididos en dos zonas de entre 4 y 5 participantes, disputando partidos a ida y vuelta. Los primeros dos de cada zona avanzaron a la ronda final, donde se enfrentaron en 6 fechas. Los dos primeros avanzaron a la siguiente etapa.
- Región Cuyo: Ocho equipos fueron divididos en dos zonas de 4 participantes, disputando cada zona 6 fechas. Los primeros dos de cada zona avanzaron a la ronda final, donde se enfrentaron a ida y vuelta. Los dos primeros avanzaron a la siguiente etapa.
- Región Bonaerense: Doce equipos fueron divididos en tres zonas de 4 participantes, disputando cada zona 6 fechas. Los dos primeros de cada zona avanzaron a la ronda final donde volvieron a dividirse, esta vez, en dos zonas de 3 equipos, disputando partidos a ida y vuelta. Los primeros de cada zona avanzaron a la siguiente etapa.
- Región Sur: Diez equipos fueron divididos en dos zonas de 5 participantes, disputando cada zona 10 fechas. Los dos primeros de cada zona avanzaron a la ronda final, donde se enfrentaron a eliminación directa de ida y vuelta. El ganador de la eliminatoria avanzó a la siguiente etapa, mientras que los 3 equipos restantes volvieron a enfrentarse en eliminación directa de ida y vuelta. El ganador de la ronda final de perdedores también avanzó a la siguiente etapa.

### Torneos Zonales
Los 12 ganadores del Torneo del Interior junto a los 4 clasificados de la Primera B se enfrentarán entre sí divididos en 2 zonales. El ganador de cada zonal ascenderá al Nacional B y clasificará a su Torneo Reducido por el ascenso a Primera División.

## Equipos participantes

### Etapa Provincial
Estos equipos disputaron una eliminatoria previa, dentro de sus respectivas provincias, para clasificar a la siguiente etapa.
| Provincia de Buenos Aires        | Provincia de Buenos Aires                                | Provincia de Buenos Aires          | Provincia de Buenos Aires                           |
| Zonas                            | Equipos                                                  | Ciudades                           | Ligas                                               |
| -------------------------------- | -------------------------------------------------------- | ---------------------------------- | --------------------------------------------------- |
| Zona A                           | Fútbol Club Emilio Bunge                                 | Emilio V. Bunge                    | Liga de Fútbol de General Villegas                  |
| Zona A                           | Club Atlético Estudiantes Unidos                         | Pehuajó                            | Liga Pehuajense de Fútbol                           |
| Zona A                           | Club Social y Deportivo Guglieri                         | Daireaux                           | Liga Deportiva de Bolívar                           |
| Zona A                           | Club Social y Deportivo Monumental                       | Trenque Lauquen                    | Liga Trenquelauquense de Fútbol                     |
| Zona A                           | Club Atlético Sarmiento                                  | Pigüé                              | Liga Regional de Fútbol                             |
| Zona A                           | Fútbol Club Tres Algarrobos                              | Tres Algarrobos                    | Liga de Fútbol del Oeste                            |
| Zona B                           | Club Alumni Azuleño                                      | Azul                               | Liga de Fútbol de Azul                              |
| Zona B                           | Club Social y Deportivo Dolores                          | Dolores                            | Liga Dolorense de Fútbol                            |
| Zona B                           | Club Deportivo El León                                   | General Juan Madariaga             | Liga Madariaguense de Fútbol                        |
| Zona B                           | Club Atlético El Nacional                                | Tres Arroyos                       | Liga Regional Tresarroyense de Fútbol               |
| Zona B                           | Club Atlético Rivadavia                                  | Necochea                           | Liga Necochense de Fútbol                           |
| Zona C                           | Club Atlético Argentino                                  | Chacabuco                          | Liga Deportiva de Chacabuco                         |
| Zona C                           | Club Atlético Argentino Rojas                            | Rojas                              | Liga Deportiva de Fútbol                            |
| Zona C                           | Club Atlético Boca Juniors                               | Bragado                            | Liga Bragadense de Fútbol                           |
| Zona C                           | Club Atlético Compañía General                           | Salto                              | Liga Deportiva de Salto                             |
| Zona C                           | Club Sportivo Barracas                                   | Colón                              | Liga Deportiva de Colón                             |
| Zona D                           | Club Estrella del Este                                   | Campana                            | Liga Campanense de Fútbol                           |
| Zona D                           | Club Mercedes                                            | Mercedes                           | Liga Mercedina de Fútbol                            |
| Zona D                           | Club Rivadavia                                           | Luján                              | Liga Lujanense de Fútbol                            |
| Zona D                           | Centro de Fomento Villa Lenci                            | La Plata                           | Liga Amateur Platense de Fútbol                     |
| Zona D                           | Sociedad de Fomento Villa Vallier                        | Belén de Escobar                   | Liga Escobarense de Fútbol                          |
| Zona E                           | Club Atlético Baradero                                   | Baradero                           | Liga de Fútbol de Baradero                          |
| Zona E                           | Club Atlético Belgrano                                   | Zárate                             | Liga Zarateña de Fútbol                             |
| Zona E                           | Paraná Fútbol Club                                       | San Pedro                          | Liga Deportiva Sampedrina                           |
| Zona E                           | Club Social y Deportivo San Carlos                       | Capitán Sarmiento                  | Liga Deportiva de San Antonio de Areco              |
| Zona E                           | Club Villa Sanguinetti                                   | Arrecifes                          | Liga de Fútbol de Arrecifes                         |
| Provincia del Chaco              |                                                          |                                    |                                                     |
| Grupos                           | Equipos                                                  | Ciudades                           | Ligas                                               |
| Único                            | Club Social y Deportivo Juventud Unida                   | Charata                            | Liga de Fútbol del Noroeste Chaqueño                |
| Único                            | Club Social Sportivo Español                             | Villa Ángela                       | Asociación de Fútbol del Oeste Chaqueño             |
| Único                            | Club Social y Deportivo Unión                            | Sáenz Peña                         | Liga Saenzpeñense de Fútbol                         |
| Provincia de Corrientes          |                                                          |                                    |                                                     |
| Grupos                           | Equipos                                                  | Ciudades                           | Ligas                                               |
| Único                            | Club Sportivo Benjamín Matienzo                          | Goya                               | Liga Goyana de Fútbol                               |
| Único                            | Club Social y Deportivo Comunicaciones                   | Mercedes                           | Liga Mercedeña de Fútbol                            |
| Único                            | Club Atlético Guaraní                                    | Paso de los Libres                 | Liga Libreña de Fútbol General Madariaga            |
| Único                            | Club Atlético Samuel W. Robinson                         | Monte Caseros                      | Liga Deportiva Casereña General San Martín          |
| Provincia de Entre Ríos          |                                                          |                                    |                                                     |
| Grupos                           | Equipos                                                  | Ciudades                           | Ligas                                               |
| Único                            | Club Defensores del Barrio Nebel                         | Concordia                          | Liga Concordiense de Fútbol                         |
| Único                            | Club Gimnasia y Esgrima                                  | Concepción del Uruguay             | Liga de Fútbol de Concepción del Uruguay            |
| Único                            | Club Deportivo y Social Sarmiento                        | Gualeguaychú                       | Liga Departamental de Fútbol de Gualeguaychú        |
| Único                            | Club Atlético Unión y Fraternidad                        | San Salvador                       | Liga Departamental de Fútbol de Gualeguaychú        |
| Único                            | Club Unión Agrarios Cerrito                              | María Grande                       | Liga de Fútbol de Paraná Campaña                    |
| Único                            | Club Atlético Vélez Sarsfield                            | Chajarí                            | Liga de Fútbol de Chajarí                           |
| Provincia de La Pampa            |                                                          |                                    |                                                     |
| Grupos                           | Equipos                                                  | Ciudades                           | Ligas                                               |
| Único                            | Club Atlético All Boys                                   | La Pampa                           | Liga Cultural de Fútbol                             |
| Único                            | Larroudé Football Club                                   | Bernardo Larroudé                  | Liga Pampeana de Fútbol                             |
| Provincia de La Rioja            |                                                          |                                    |                                                     |
| Grupos                           | Equipos                                                  | Ciudades                           | Ligas                                               |
| Único                            | Club Atlético Newell's Old Boys                          | Chilecito                          | Liga Chileciteña de Fútbol                          |
| Único                            | Club Social y Deportivo San Román                        | Todos los Santos de la Nueva Rioja | Liga Riojana de Fútbol                              |
| Provincia de Misiones            |                                                          |                                    |                                                     |
| Grupos                           | Equipos                                                  | Ciudades                           | Ligas                                               |
| Único                            | Club Atlético 2 de Mayo                                  | Dos de Mayo                        | Liga Eldoradense de Fútbol                          |
| Único                            | Club Atlético Alem                                       | Oberá                              | Liga Regional Obereña de Fútbol                     |
| Único                            | Club Social y Deportivo Luz y Fuerza                     | Puerto Iguazú                      | Liga Regional de Fútbol de Iguazú                   |
| Provincia de Santa Fe            |                                                          |                                    |                                                     |
| Zonas                            | Equipos                                                  | Ciudades                           | Ligas                                               |
| Zona 1                           | Club Atlético Ceres Unión Social, Cultural y Deportivo   | Ceres                              | Liga Regional Ceresina de Fútbol                    |
| Zona 1                           | Huracán Foot Ball Club                                   | Vera                               | Liga Verense de Fútbol                              |
| Zona 1                           | Club Atlético Ocampo Fábrica                             | Villa Ocampo                       | Liga Ocampense de Fútbol                            |
| Zona 1                           | Club Sanjustino                                          | San Justo                          | Liga Santafesina de Fútbol                          |
| Zona 1                           | Club Tiro Central Reconquista                            | Reconquista                        | Liga Reconquistense de Fútbol                       |
| Zona 2                           | Asociación Mutual Social y Deportiva Atlético de Rafaela | Rafaela                            | Liga Rafaelina de Fútbol                            |
| Zona 2                           | Club Atlético El Expreso Mutual y Social                 | El Trébol                          | Liga Departamental de Fútbol San Martín             |
| Zona 2                           | Club Infantil Oriental                                   | Rosario                            | Asociación Rosarina de Fútbol                       |
| Zona 2                           | Club Sportivo del Norte                                  | Esperanza                          | Liga Esperancina de Fútbol                          |
| Zona 3                           | Club Atlético Federación                                 | Los Quirquinchos                   | Liga Interprovincial de Fútbol Dr. Ramón F. Pereyra |
| Zona 3                           | Firmat Football Club                                     | Firmat                             | Liga Deportiva del Sur                              |
| Zona 3                           | Club Biblioteca Popular Florentino Ameghino              | Venado Tuerto                      | Liga Venadense de Fútbol                            |
| Zona 3                           | Club Atlético Riberas del Paraná                         | Villa Constitución                 | Liga de Fútbol Regional del Sud                     |
| Zona 3                           | Club Atlético Sanford                                    | Sanford                            | Liga Casildense de Fútbol                           |
| Provincia de Santiago del Estero |                                                          |                                    |                                                     |
| Grupos                           | Equipos                                                  | Ciudades                           | Ligas                                               |
| Único                            | Club Atlético Platense                                   | Añatuya                            | Liga Añatuyense de Fútbol                           |
| Único                            | Club Atlético Talleres                                   | Frías                              | Liga Cultural de Fútbol                             |

### Etapa Regional
Tras disputarse la Etapa Provincial, 15 equipos fueron clasificados a la Etapa Regional, donde confluyeron otros equipos que ya habían clasificado directamente. Las Regiones y sus respectivas zonas quedaron conformadas de la siguiente manera.
| Región Norte      | Región Norte                                    | Región Norte                  | Región Norte        | Región Norte                                    |
| Zonas             | Equipo                                          | Ciudad                        | Provincia           | Liga                                            |
| ----------------- | ----------------------------------------------- | ----------------------------- | ------------------- | ----------------------------------------------- |
| Zona A            | Club Atlético Ledesma                           | Libertador General San Martín | Jujuy               | Liga Regional Jujeña de Fútbol                  |
| Zona A            | Club Atlético Concepción                        | Banda del Río Salí            | Tucumán             | Liga Tucumana de Fútbol                         |
| Zona A            | Club Atlético Central Norte                     | San Miguel de Tucumán         | Tucumán             | Liga Tucumana de Fútbol                         |
| Zona A            | Centro Juventud Antoniana                       | Salta                         | Salta               | Liga Salteña de Fútbol                          |
| Zona B            | Club Atlético Gimnasia y Esgrima                | San Salvador de Jujuy         | Jujuy               | Liga Jujeña de Fútbol                           |
| Zona B            | Concepción Fútbol Club                          | Concepción                    | Tucumán             | Liga Tucumana de Fútbol                         |
| Zona B            | Club Deportivo Aguilares                        | Aguilares                     | Tucumán             | Liga Tucumana de Fútbol                         |
| Zona B            | Club Social y Deportivo Vespucio                | Campamento Vespucio           | Salta               | Liga Departamental de Fútbol General San Martín |
| Región Litoral    |                                                 |                               |                     |                                                 |
| Zonas             | Equipo                                          | Ciudad                        | Provincia           | Liga                                            |
| Zona A            | Club Atlético Libertad                          | Clorinda                      | Formosa             | Liga Clorindense de Fútbol                      |
| Zona A            | Club Sol de América                             | Formosa                       | Formosa             | Liga Formoseña de Fútbol                        |
| Zona A            | Don Orione Atletic Club                         | Barranqueras                  | Chaco               | Liga Chaqueña de Fútbol                         |
| Zona A            | Clasificado Chaco                               |                               |                     |                                                 |
| Zona B            | Club Deportivo Guaraní Antonio Franco           | Posadas                       | Misiones            | Liga Posadeña de Fútbol                         |
| Zona B            | Club Sportivo Ferroviario                       | Corrientes                    | Corrientes          | Liga Correntina de Fútbol                       |
| Zona B            | Clasificado Misiones                            |                               |                     |                                                 |
| Zona B            | Clasificado Corrientes                          |                               |                     |                                                 |
| Zona C            | Club Atlético Patronato de la Juventud Católica | Paraná                        | Entre Ríos          | Liga Paranaense de Fútbol                       |
| Zona C            | Clasificado Entre Ríos                          |                               |                     |                                                 |
| Zona C            | Clasificado Santa Fe, Zona A                    |                               |                     |                                                 |
| Zona C            | Clasificado Santa Fe, Zona B                    |                               |                     |                                                 |
| Zona C            | Clasificado Santa Fe, Zona C                    |                               |                     |                                                 |
| Región Oeste      |                                                 |                               |                     |                                                 |
| Zonas             | Equipo                                          | Ciudad                        | Provincia           | Liga                                            |
| Zona A            | Club Atlético Unión Santiago                    | Santiago del Estero           | Santiago del Estero | Liga Santiagueña de Fútbol                      |
| Zona A            | Club Obreros de San Isidro                      | San Isidro                    | Catamarca           | Liga Chacarera de Fútbol                        |
| Zona A            | Club Atlético Sarmiento                         | San Fernando del Valle        | Catamarca           | Liga Catamarqueña de Fútbol                     |
| Zona A            | Clasificado Santiago del Estero                 |                               |                     |                                                 |
| Zona B            | Club Atlético Argentino Peñarol                 | Córdoba                       | Córdoba             | Liga Cordobesa de Fútbol                        |
| Zona B            | Asociación Atlética Estudiantes                 | Río Cuarto                    | Córdoba             | Liga Regional de Fútbol de Río Cuarto           |
| Zona B            | Club Atlético Huracán                           | Las Varillas                  | Córdoba             | Liga Regional de Fútbol de San Francisco        |
| Zona B            | Club Sportivo Belgrano                          | San Francisco                 | Córdoba             | Liga Regional de Fútbol de San Francisco        |
| Zona B            | Clasificado La Rioja                            |                               |                     |                                                 |
| Región Bonaerense |                                                 |                               |                     |                                                 |
| Zonas             | Equipo                                          | Ciudad                        | Provincia           | Liga                                            |
| Zona A            | Club Olimpo                                     | Bahía Blanca                  | Buenos Aires        | Liga del Sur                                    |
| Zona A            | Club Atlético Rivadavia                         | Junín                         | Buenos Aires        | Liga Deportiva del Oeste                        |
| Zona A            | Clasificado Buenos Aires, Zona A                |                               |                     |                                                 |
| Zona A            | Clasificado Buenos Aires, Zona C                |                               |                     |                                                 |
| Zona B            | Club Atlético y Social Defensores de Belgrano   | Villa Ramallo                 | Buenos Aires        | Liga Nicoleña de Fútbol                         |
| Zona B            | Provincial Fútbol Club                          | Pergamino                     | Buenos Aires        | Liga de Fútbol de Pergamino                     |
| Zona B            | Clasificado Buenos Aires, Zona D                |                               |                     |                                                 |
| Zona B            | Clasificado Buenos Aires, Zona E                |                               |                     |                                                 |
| Zona C            | Club Deportivo Norte                            | Mar del Plata                 | Buenos Aires        | Liga Marplatense de Fútbol                      |
| Zona C            | Club Atlético Estudiantes                       | Olavarría                     | Buenos Aires        | Liga de Fútbol de Olavarría                     |
| Zona C            | Club Social y Deportivo Loma Negra              | Barker                        | Buenos Aires        | Liga Tandilense de Fútbol                       |
| Zona C            | Clasificado Buenos Aires, Zona B                |                               |                     |                                                 |
| Región Sur        |                                                 |                               |                     |                                                 |
| Zonas             | Equipo                                          | Ciudad                        | Provincia           | Liga                                            |
| Zona A            | Gaiman Fútbol Club                              | Gaiman                        | Chubut              | Liga de Fútbol Valle del Chubut                 |
| Zona A            | Club Deportivo Próspero Palazzo                 | Comodoro Rivadavia            | Chubut              | Liga de Fútbol de Comodoro Rivadavia            |
| Zona A            | Club Estrella Azul                              | Río Grande                    | Tierra del Fuego    | Liga Oficial de Fútbol de Río Grande            |
| Zona A            | Club Social y Deportivo Estrella del Sur        | Caleta Olivia                 | Santa Cruz          | Liga de Fútbol Norte                            |
| Zona A            | Asociación Atlético Petrolero Austral           | Río Gallegos                  | Santa Cruz          | Liga de Fútbol Sur                              |
| Zona B            | Asociación Deportiva Centenario                 | Centenario                    | Neuquén             | Liga de Fútbol del Neuquén                      |
| Zona B            | Club Atlético Independiente                     | Neuquén                       | Neuquén             | Liga de Fútbol del Neuquén                      |
| Zona B            | Club Atlético Boca Juniors                      | San Carlos de Bariloche       | Río Negro           | Liga de Fútbol de Bariloche                     |
| Zona B            | Unión Deportiva Catriel                         | Catriel                       | Río Negro           | Liga Deportiva Confluencia                      |
| Zona B            | Clasificado La Pampa                            |                               |                     |                                                 |
| Región Cuyo       |                                                 |                               |                     |                                                 |
| Zonas             | Equipo                                          | Ciudad                        | Provincia           | Liga                                            |
| Zona A            | Club Atlético San Martín                        | San Juan de la Frontera       | San Juan            | Liga Sanjuanina de Fútbol                       |
| Zona A            | Club Atlético Alianza Futbolística              | Villa Mercedes                | San Luis            | Liga de Fútbol de Villa Mercedes                |
| Zona A            | Club Deportivo y Social Guaymallén              | Rodeo de la Cruz              | Mendoza             | Liga Mendocina de Fútbol                        |
| Zona A            | Gutiérrez Sport Club                            | Maipú                         | Mendoza             | Liga Mendocina de Fútbol                        |
| Zona B            | Club Atlético de la Juventud Alianza            | Santa Lucía                   | San Juan            | Liga Sanjuanina de Fútbol                       |
| Zona B            | Club Atlético Juventud Unida Universitario      | San Luis                      | San Luis            | Liga Sanluiseña de Fútbol                       |
| Zona B            | Atlético Club San Martín                        | San Martín                    | Mendoza             | Liga Mendocina de Fútbol                        |
| Zona B            | Club Sportivo Balloffet                         | San Rafael                    | Mendoza             | Liga Sanrafaelina de Fútbol                     |

### Equipos de laPrimera B Metropolitana
Además de los mencionados equipos de las ligas del interior, finalizados los torneos de la Primera B y definidos los clasificados de cada región del Torneo del Interior, se anexaban a los Torneos Zonales de Ascenso, los equipos ranqueados del 2.º al 5.º puesto del Campeonato de Primera B 1988-89. Sin embargo, la particularidad de esta edición fue que a pesar de haber obtenido el subcampeonato, el Club Atlético Argentino de Rosario no pudo clasificar, debido a que fue uno de los dos equipos que descendió de categoría al finalizar esta temporada (el restante fue el Club Atlético Defensores Unidos de Zárate). Por tal motivo, su plaza fue transferida a quien ocupó la tercera colocación y sucesivamente hasta la quinta colocación, que ocupó la plaza clasificatoria del cuarto. En tanto que la última plaza fue disputada en un reducido entre los primeros 10 mejores posicionados, exceptuando al campeón, a los tres clasificados y a los dos descendidos. En esta temporada, fue la última vez que se aplicó este último sistema de clasificación, ya que en la temporada siguiente se suprimió el Reducido, permitiendo al quinto clasificar de forma directa al Torneo Zonal de Ascenso. De esta forma, el campeón de la Primera B (que ascendió directo a la B Nacional) y los 4 equipos provenientes del mencionado torneo fueron los siguientes:
| Pos  | Equipo               | Pts | PJ | PG | PE | PP | GF | GC | Dif |
| ---- | -------------------- | --- | -- | -- | -- | -- | -- | -- | --- |
| 01.º | Villa Dálmine        | 46  | 30 | 19 | 8  | 3  | 40 | 13 | 27  |
| 02.º | Argentino de Rosario | 38  | 30 | 14 | 10 | 6  | 39 | 26 | 13  |
| 03.º | Central Córdoba (R)  | 36  | 30 | 14 | 8  | 8  | 41 | 35 | 6   |
| 04.º | Estudiantes (BA)     | 34  | 30 | 11 | 12 | 7  | 41 | 34 | 7   |
| 05.º | Deportivo Laferrere  | 34  | 30 | 14 | 8  | 8  | 34 | 27 | 7   |
| 11.º | Nueva Chicago        | 26  | 30 | 8  | 10 | 12 | 39 | 41 | -2  |

|  |

|  |                                                            |
|  | Campeón. Ascendió al Nacional B.                           |
|  | Clasificado al Torneo Zonal Sureste.                       |
|  | Clasificados al Torneo Zonal Noroeste.                     |
|  | Clasificado al Torneo Zonal Sureste por ganar el Reducido. |
|  | Descendido. No clasificó                                   |

## Etapa provincial

### Equipos clasificados a la Etapa Regional
| #  | Equipos                                                  | Ciudades           | Región a la que clasificó |
| -- | -------------------------------------------------------- | ------------------ | ------------------------- |
| 1  | Fútbol Club Emilio Bunge                                 | Emilio V. Bunge    | Región Bonaerense         |
| 2  | Club Alumni Azuleño                                      | Azul               | Región Bonaerense         |
| 3  | Club Atlético Compañía General                           | Salto              | Región Bonaerense         |
| 4  | Club Mercedes                                            | Mercedes           | Región Bonaerense         |
| 5  | Club Atlético Baradero                                   | Baradero           | Región Bonaerense         |
| 6  | Club Social Sportivo Español                             | Villa Ángela       | Región Litoral            |
| 7  | Club Atlético Guaraní                                    | Paso de los Libres | Región Litoral            |
| 8  | Club Unión Agrarios Cerrito                              | María Grande       | Región Litoral            |
| 9  | Club Atlético Além                                       | Oberá              | Región Litoral            |
| 10 | Huracán Foot Ball Club                                   | Vera               | Región Litoral            |
| 11 | Asociación Mutual Social y Deportiva Atlético de Rafaela | Rafaela            | Región Litoral            |
| 12 | Club Atlético Riberas del Paraná                         | Villa Constitución | Región Litoral            |
| 13 | Club Atlético All Boys                                   | Santa Rosa         | Región Sur                |
| 14 | Club Social y Deportivo San Román                        | La Rioja           | Región Oeste              |
| 15 | Club Atlético Talleres                                   | Frías              | Región Oeste              |

## Región Norte

### Clasificados al Torneo Zonal
| #   | Equipos                   |
| --- | ------------------------- |
| 1.º | Centro Juventud Antoniana |
| 2.º | Club Atlético Ledesma     |

## Región Litoral

### Clasificados al Torneo Zonal
| #   | Equipos                                                  |
| --- | -------------------------------------------------------- |
| 1.º | Club Deportivo Guaraní Antonio Franco                    |
| 2.º | Asociación Mutual Social y Deportiva Atlético de Rafaela |

## Región Oeste

### Clasificados al Torneo Zonal
| #   | Equipos                         |
| --- | ------------------------------- |
| 1.º | Asociación Atlética Estudiantes |
| 2.º | Club Atlético Sarmiento         |

## Región Cuyo

### Clasificados al Torneo Zonal
| #   | Equipos                              |
| --- | ------------------------------------ |
| 1.º | Club Atlético Alianza Futbolística   |
| 2.º | Club Atlético de la Juventud Alianza |

## Región Bonaerense

### Clasificados al Torneo Zonal
| #   | Equipos              |
| --- | -------------------- |
| 1.º | Club Olimpo          |
| 2.º | Club Deportivo Norte |

## Región Sur

### Clasificados al Torneo Zonal
| #   | Equipos                         |
| --- | ------------------------------- |
| 1.º | Gaiman Fútbol Club              |
| 2.º | Club Deportivo Próspero Palazzo |

## Torneo Zonal

### Zonal Noroeste
|  | Cuartos de final | Cuartos de final | Cuartos de final | Cuartos de final |   |            | Semifinales | Semifinales | Semifinales | Semifinales | Semifinales |  |         | Final   | Final | Final | Final |  |
|  |                  |                  |                  |                  |   |            |             |             |             |             |             |  |         |         |       |       |       |  |
|  |                  |                  |                  |                  |   |            |             |             |             |             |             |  |         |         |       |       |       |  |
|  | 1                | Rafaela          | 2                | 2                |   |            |             |             |             |             |             |  |         |         |       |       |       |  |
|  | 1                | Rafaela          | 2                | 2                |   |            |             |             |             |             |             |  |         |         |       |       |       |  |
|  | 8                | Estudiantes (RC) | 1                | 0                |   |            |             |             |             |             |             |  |         |         |       |       |       |  |
|  | 8                | Estudiantes (RC) | 1                | 0                |   | Rafaela    | Rafaela     | 0           | 0           | (2)         |             |  |         |         |       |       |       |  |
|  |                  |                  |                  |                  |   | Rafaela    | Rafaela     | 0           | 0           | (2)         |             |  |         |         |       |       |       |  |
|  |                  |                  | Laferrere        | Laferrere        | 0 | 0          | (4)         |             |             |             |             |  |         |         |       |       |       |  |
|  | 5                | Juv. Antoniana   | Laferrere        | Laferrere        | 0 | 0          | (4)         | 2           | 0           |             |             |  |         |         |       |       |       |  |
|  | 5                | Juv. Antoniana   |                  |                  |   |            |             |             |             |             |             |  |         |         |       |       |       |  |
|  | 4                | Laferrere        | 1                | 2                |   |            |             |             |             |             |             |  |         |         |       |       |       |  |
|  | 4                | Laferrere        | 1                | 2                |   |            |             |             |             |             |             |  | Rafaela | Rafaela | 3     | 3     |       |  |
|  |                  |                  |                  |                  |   |            |             |             |             |             |             |  | Rafaela | Rafaela | 3     | 3     |       |  |
|  |                  |                  | Ledesma          | Ledesma          | 1 | 0          |             |             |             |             |             |  |         |         |       |       |       |  |
|  | 3                | Guaraní AF       | Ledesma          | Ledesma          | 1 | 0          | 2           | 0           |             |             |             |  |         |         |       |       |       |  |
|  | 3                | Guaraní AF       |                  |                  |   |            |             |             |             |             |             |  |         |         |       |       |       |  |
|  | 6                | Sarmiento        | 1                | 0                |   |            |             |             |             |             |             |  |         |         |       |       |       |  |
|  | 6                | Sarmiento        | 1                | 0                |   | Guaraní AF | Guaraní AF  | 2           | 1           |             |             |  |         |         |       |       |       |  |
|  |                  |                  |                  |                  |   | Guaraní AF | Guaraní AF  | 2           | 1           |             |             |  |         |         |       |       |       |  |
|  |                  |                  | Ledesma          | Ledesma          | 2 | 2          |             |             |             |             |             |  |         |         |       |       |       |  |
|  | 7                | Estudiantes (BA) | Ledesma          | Ledesma          | 2 | 2          | 0           | 0           |             |             |             |  |         |         |       |       |       |  |
|  | 7                | Estudiantes (BA) |                  |                  |   |            |             |             |             |             |             |  |         |         |       |       |       |  |
|  | 2                | Ledesma          | 0                | 2                |   |            |             |             |             |             |             |  |         |         |       |       |       |  |
|  | 2                | Ledesma          | 0                | 2                |   |            |             |             |             |             |             |  |         |         |       |       |       |  |
|  |                  |                  |                  |                  |   |            |             |             |             |             |             |  |         |         |       |       |       |  |

Nota: Los equipos que figuran en la línea superior de cada cruce, iniciaron las llaves como locales.

### Zonal Sudeste
|  | Cuartos de final | Cuartos de final | Cuartos de final | Cuartos de final | Cuartos de final |                      |                      | Semifinales | Semifinales | Semifinales | Semifinales | Semifinales |        |        | Final | Final | Final | Final |  |
|  |                  |                  |                  |                  |                  |                      |                      |             |             |             |             |             |        |        |       |       |       |       |  |
|  |                  |                  |                  |                  |                  |                      |                      |             |             |             |             |             |        |        |       |       |       |       |  |
|  | 1                | Próspero Palazzo | 1                | 1                |                  |                      |                      |             |             |             |             |             |        |        |       |       |       |       |  |
|  | 1                | Próspero Palazzo | 1                | 1                |                  |                      |                      |             |             |             |             |             |        |        |       |       |       |       |  |
|  | 8                | Al. Futbolística | 0                | 3                |                  |                      |                      |             |             |             |             |             |        |        |       |       |       |       |  |
|  | 8                | Al. Futbolística | 0                | 3                |                  | Alianza Futbolística | Alianza Futbolística | 1           | 0           |             |             |             |        |        |       |       |       |       |  |
|  |                  |                  |                  |                  |                  | Alianza Futbolística | Alianza Futbolística | 1           | 0           |             |             |             |        |        |       |       |       |       |  |
|  |                  |                  | Olimpo           | Olimpo           | 2                | 6                    |                      |             |             |             |             |             |        |        |       |       |       |       |  |
|  | 5                | Olimpo           | Olimpo           | Olimpo           | 2                | 6                    | 3                    | 0           |             |             |             |             |        |        |       |       |       |       |  |
|  | 5                | Olimpo           |                  |                  |                  |                      |                      |             |             |             |             |             |        |        |       |       |       |       |  |
|  | 4                | Central Córdoba  | 2                | 0                |                  |                      |                      |             |             |             |             |             |        |        |       |       |       |       |  |
|  | 4                | Central Córdoba  | 2                | 0                |                  |                      |                      |             |             |             |             |             | Olimpo | Olimpo | 3     | 1     |       |       |  |
|  |                  |                  |                  |                  |                  |                      |                      |             |             |             |             |             | Olimpo | Olimpo | 3     | 1     |       |       |  |
|  |                  |                  | Juventud Alianza | Juventud Alianza | 1                | 2                    |                      |             |             |             |             |             |        |        |       |       |       |       |  |
|  | 3                | Gaiman           | Juventud Alianza | Juventud Alianza | 1                | 2                    | 1                    | 0           |             |             |             |             |        |        |       |       |       |       |  |
|  | 3                | Gaiman           |                  |                  |                  |                      |                      |             |             |             |             |             |        |        |       |       |       |       |  |
|  | 6                | Juv. Alianza     | 6                | 3                |                  |                      |                      |             |             |             |             |             |        |        |       |       |       |       |  |
|  | 6                | Juv. Alianza     | 6                | 3                |                  | Juventud Alianza     | Juventud Alianza     | 4           | 1           | (6)         |             |             |        |        |       |       |       |       |  |
|  |                  |                  |                  |                  |                  | Juventud Alianza     | Juventud Alianza     | 4           | 1           | (6)         |             |             |        |        |       |       |       |       |  |
|  |                  |                  | Nueva Chicago    | Nueva Chicago    | 2                | 3                    | (5)                  |             |             |             |             |             |        |        |       |       |       |       |  |
|  | 7                | Nueva Chicago    | Nueva Chicago    | Nueva Chicago    | 2                | 3                    | (5)                  | 1           | 1           | (4)         |             |             |        |        |       |       |       |       |  |
|  | 7                | Nueva Chicago    |                  |                  |                  |                      |                      |             |             | (4)         |             |             |        |        |       |       |       |       |  |
|  | 2                | Deportivo Norte  | 0                | 2                | (2)              |                      |                      |             |             |             |             |             |        |        |       |       |       |       |  |
|  | 2                | Deportivo Norte  | 0                | 2                | (2)              |                      |                      |             |             |             |             |             |        |        |       |       |       |       |  |
|  |                  |                  |                  |                  |                  |                      |                      |             |             |             |             |             |        |        |       |       |       |       |  |

Nota: Los equipos que figuran en la línea superior de cada cruce, iniciaron las llaves como locales.

### Ascendidos a la B Nacional

AMSyD Atlético de Rafaela (Torneo del Interior)
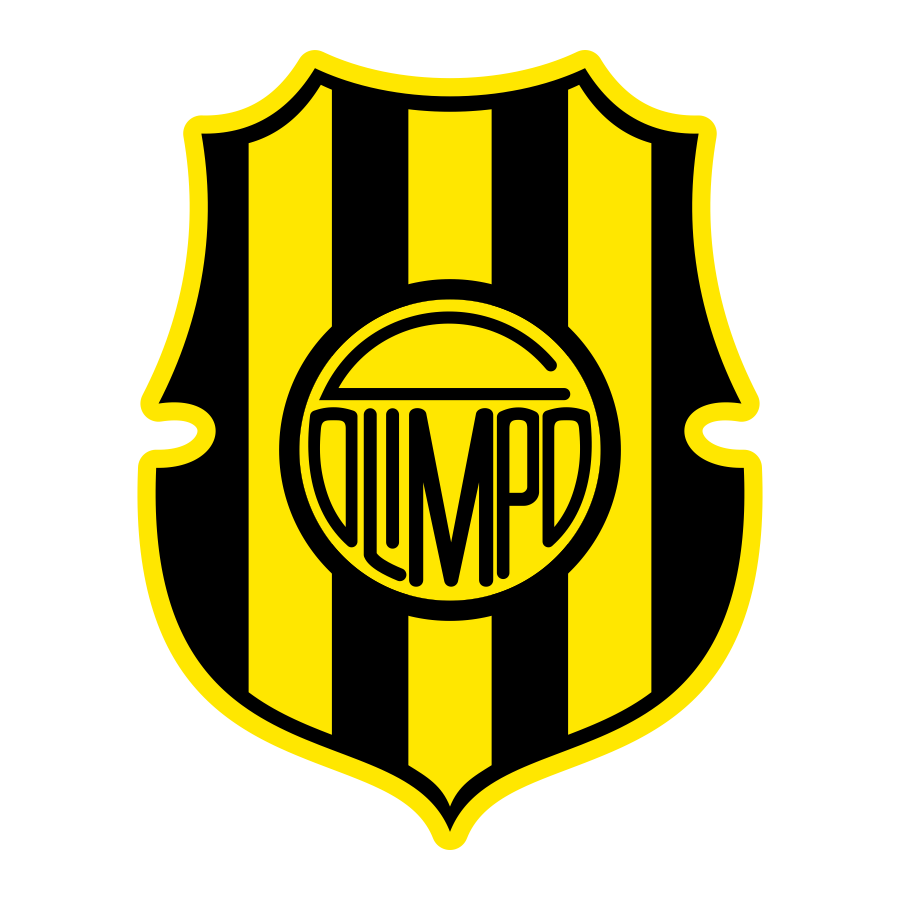
Club Olimpo (Torneo del Interior)

## Torneo Reducido
Los 2 equipos vencedores de los Torneos Zonales, más el campeón del Torneo de Primera B 1988-89, además de obtener el ascenso a la Primera B Nacional, ganaron el derecho a disputar un Torneo Reducido con los mejores equipos de la segunda división, ranqueados del 2.º al 10.º. En todos los casos, los equipos de la Primera B Nacional fueron beneficiados con ventajas deportivas con relación los 3 ascendidos, pudiendo definir las llaves de local, o bien para pasar de ronda en caso de empate global.

### Cuadro de desarrollo
|  | Octavos de final                        | Octavos de final                    | Octavos de final                        | Octavos de final   |   |                                         | Cuartos de final | Cuartos de final                        | Cuartos de final | Cuartos de final |   |                                     | Semifinales | Semifinales | Semifinales | Semifinales |  |                                     | Final | Final | Final | Final |  |
|  |                                         |                                     |                                         |                    |   |                                         |                  |                                         |                  |                  |   |                                     |             |             |             |             |  |                                     |       |       |       |       |  |
|  |                                         |                                     |                                         |                    |   |                                         |                  |                                         |                  |                  |   |                                     |             |             |             |             |  |                                     |       |       |       |       |  |
|  |                                         |                                     |                                         |                    |   |                                         |                  |                                         |                  |                  |   |                                     |             |             |             |             |  |                                     |       |       |       |       |  |
|  |                                         |                                     |                                         |                    |   |                                         |                  |                                         |                  |                  |   |                                     |             |             |             |             |  |                                     |       |       |       |       |  |
|  |                                         |                                     |                                         |                    |   |                                         |                  |                                         |                  |                  |   |                                     |             |             |             |             |  |                                     |       |       |       |       |  |
|  |                                         | Bandera de la Provincia de Santa Fe | Unión (3.º BN)                          | 2                  | 2 |                                         |                  |                                         |                  |                  |   |                                     |             |             |             |             |  |                                     |       |       |       |       |  |
|  |                                         |                                     |                                         |                    | 2 |                                         |                  |                                         |                  |                  |   |                                     |             |             |             |             |  |                                     |       |       |       |       |  |
|  |                                         |                                     | Bandera de la Provincia de Buenos Aires | Deportivo Italiano | 1 | 2                                       |                  |                                         |                  |                  |   |                                     |             |             |             |             |  |                                     |       |       |       |       |  |
|  | Bandera de la Provincia de Buenos Aires | Deportivo Italiano                  | Bandera de la Provincia de Buenos Aires | Deportivo Italiano | 1 | 2                                       | 0                | 1                                       |                  |                  |   |                                     |             |             |             |             |  |                                     |       |       |       |       |  |
|  | Bandera de la Provincia de Buenos Aires | Deportivo Italiano                  |                                         |                    |   |                                         |                  |                                         |                  |                  |   |                                     |             |             |             |             |  |                                     |       |       |       |       |  |
|  | Bandera de la Provincia de Córdoba      | Belgrano                            | 0                                       | 0                  |   |                                         |                  |                                         |                  |                  |   |                                     |             |             |             |             |  |                                     |       |       |       |       |  |
|  | Bandera de la Provincia de Córdoba      | Belgrano                            | 0                                       | 0                  |   |                                         |                  |                                         |                  |                  |   | Bandera de la Provincia de Santa Fe | Unión       | 2           | 3           |             |  |                                     |       |       |       |       |  |
|  |                                         |                                     |                                         |                    |   |                                         |                  |                                         |                  |                  |   | Bandera de la Provincia de Santa Fe | Unión       | 2           | 3           |             |  |                                     |       |       |       |       |  |
|  |                                         |                                     | Bandera de la Ciudad de Buenos Aires    | Almirante Brown    | 0 | 0                                       |                  |                                         |                  |                  |   |                                     |             |             |             |             |  |                                     |       |       |       |       |  |
|  | Bandera de la Provincia de Buenos Aires | Almirante Brown                     | Bandera de la Ciudad de Buenos Aires    | Almirante Brown    | 0 | 0                                       | 0                | 3                                       |                  |                  |   |                                     |             |             |             |             |  |                                     |       |       |       |       |  |
|  | Bandera de la Provincia de Buenos Aires | Almirante Brown                     |                                         |                    |   |                                         |                  |                                         |                  |                  |   |                                     |             |             |             |             |  |                                     |       |       |       |       |  |
|  | Bandera de la Provincia de Buenos Aires | Olimpo                              | 2                                       | 1                  |   |                                         |                  |                                         |                  |                  |   |                                     |             |             |             |             |  |                                     |       |       |       |       |  |
|  | Bandera de la Provincia de Buenos Aires | Olimpo                              | 2                                       | 1                  |   | Bandera de la Provincia de Buenos Aires | Almirante Brown  | 2                                       | 1                |                  |   |                                     |             |             |             |             |  |                                     |       |       |       |       |  |
|  |                                         |                                     |                                         |                    |   | Bandera de la Provincia de Buenos Aires | Almirante Brown  | 2                                       | 1                |                  |   |                                     |             |             |             |             |  |                                     |       |       |       |       |  |
|  |                                         |                                     | Bandera de la Provincia de Buenos Aires | Defensa y Justicia | 0 | 2                                       |                  |                                         |                  |                  |   |                                     |             |             |             |             |  |                                     |       |       |       |       |  |
|  | Bandera de la Provincia de Buenos Aires | Defensa y Justicia                  | Bandera de la Provincia de Buenos Aires | Defensa y Justicia | 0 | 2                                       | 0                | 2                                       |                  |                  |   |                                     |             |             |             |             |  |                                     |       |       |       |       |  |
|  | Bandera de la Provincia de Buenos Aires | Defensa y Justicia                  |                                         |                    |   |                                         |                  |                                         |                  |                  |   |                                     |             |             |             |             |  |                                     |       |       |       |       |  |
|  | Bandera de la Provincia de Buenos Aires | Talleres (RE)                       | 0                                       | 1                  |   |                                         |                  |                                         |                  |                  |   |                                     |             |             |             |             |  |                                     |       |       |       |       |  |
|  | Bandera de la Provincia de Buenos Aires | Talleres (RE)                       | 0                                       | 1                  |   |                                         |                  |                                         |                  |                  |   |                                     |             |             |             |             |  | Bandera de la Provincia de Santa Fe | Unión | 2     | 1     |       |  |
|  |                                         |                                     |                                         |                    |   |                                         |                  |                                         |                  |                  |   |                                     |             |             |             |             |  | Bandera de la Provincia de Santa Fe | Unión | 2     | 1     |       |  |
|  |                                         |                                     | Bandera de la Provincia de Santa Fe     | Colón              | 0 | 0                                       |                  |                                         |                  |                  |   |                                     |             |             |             |             |  |                                     |       |       |       |       |  |
|  |                                         |                                     | Bandera de la Provincia de Santa Fe     | Colón              | 0 | 0                                       |                  |                                         |                  |                  |   |                                     |             |             |             |             |  |                                     |       |       |       |       |  |
|  |                                         |                                     |                                         |                    |   |                                         |                  |                                         |                  |                  |   |                                     |             |             |             |             |  |                                     |       |       |       |       |  |
|  |                                         |                                     |                                         |                    |   |                                         |                  |                                         |                  |                  |   |                                     |             |             |             |             |  |                                     |       |       |       |       |  |
|  |                                         |                                     |                                         |                    |   |                                         |                  |                                         |                  |                  |   |                                     |             |             |             |             |  |                                     |       |       |       |       |  |
|  |                                         |                                     |                                         |                    |   |                                         |                  |                                         |                  |                  |   |                                     |             |             |             |             |  |                                     |       |       |       |       |  |
|  |                                         |                                     |                                         |                    |   |                                         |                  |                                         |                  |                  |   |                                     |             |             |             |             |  |                                     |       |       |       |       |  |
|  |                                         |                                     |                                         |                    |   |                                         |                  |                                         |                  |                  |   |                                     |             |             |             |             |  |                                     |       |       |       |       |  |
|  |                                         |                                     |                                         |                    |   |                                         |                  |                                         |                  |                  |   |                                     |             |             |             |             |  |                                     |       |       |       |       |  |
|  |                                         |                                     |                                         |                    |   |                                         |                  |                                         |                  |                  |   |                                     |             |             |             |             |  |                                     |       |       |       |       |  |
|  |                                         |                                     |                                         |                    |   |                                         |                  | Bandera de la Provincia de Buenos Aires | Lanús (2.º BN)   | 0                | 1 |                                     |             |             |             |             |  |                                     |       |       |       |       |  |
|  |                                         |                                     |                                         |                    |   |                                         |                  |                                         |                  |                  | 1 |                                     |             |             |             |             |  |                                     |       |       |       |       |  |
|  |                                         |                                     | Bandera de la Provincia de Santa Fe     | Colón              | 2 | 1                                       |                  |                                         |                  |                  |   |                                     |             |             |             |             |  |                                     |       |       |       |       |  |
|  | Bandera de la Ciudad de Buenos Aires    | Huracán                             | Bandera de la Provincia de Santa Fe     | Colón              | 2 | 1                                       | 5                | 2                                       |                  |                  |   |                                     |             |             |             |             |  |                                     |       |       |       |       |  |
|  | Bandera de la Ciudad de Buenos Aires    | Huracán                             |                                         |                    |   |                                         |                  |                                         |                  |                  |   |                                     |             |             |             |             |  |                                     |       |       |       |       |  |
|  | Bandera de la Provincia de Santa Fe     | Atlético Rafaela                    | 3                                       | 1                  |   |                                         |                  |                                         |                  |                  |   |                                     |             |             |             |             |  |                                     |       |       |       |       |  |
|  | Bandera de la Provincia de Santa Fe     | Atlético Rafaela                    | 3                                       | 1                  |   | Bandera de la Ciudad de Buenos Aires    | Huracán          | 1                                       | 1                |                  |   |                                     |             |             |             |             |  |                                     |       |       |       |       |  |
|  |                                         |                                     |                                         |                    |   | Bandera de la Ciudad de Buenos Aires    | Huracán          | 1                                       | 1                |                  |   |                                     |             |             |             |             |  |                                     |       |       |       |       |  |
|  |                                         |                                     | Bandera de la Provincia de Santa Fe     | Colón              | 0 | 2                                       |                  |                                         |                  |                  |   |                                     |             |             |             |             |  |                                     |       |       |       |       |  |
|  | Bandera de la Provincia de Santa Fe     | Colón                               | Bandera de la Provincia de Santa Fe     | Colón              | 0 | 2                                       | 0                | 4                                       |                  |                  |   |                                     |             |             |             |             |  |                                     |       |       |       |       |  |
|  | Bandera de la Provincia de Santa Fe     | Colón                               |                                         |                    |   |                                         |                  |                                         |                  |                  |   |                                     |             |             |             |             |  |                                     |       |       |       |       |  |
|  | Bandera de la Provincia de Buenos Aires | Villa Dálmine                       | 0                                       | 1                  |   |                                         |                  |                                         |                  |                  |   |                                     |             |             |             |             |  |                                     |       |       |       |       |  |
|  | Bandera de la Provincia de Buenos Aires | Villa Dálmine                       | 0                                       | 1                  |   |                                         |                  |                                         |                  |                  |   |                                     |             |             |             |             |  |                                     |       |       |       |       |  |
|  |                                         |                                     |                                         |                    |   |                                         |                  |                                         |                  |                  |   |                                     |             |             |             |             |  |                                     |       |       |       |       |  |

Nota: En la línea superior de cada llave, figuran los equipos que definieron las llaves de vuelta de local, por tener ventaja deportiva. En caso de empate global, prevalecía dicha ventaja.

Club Atlético Unión Ascendido a Primera División (desde la Primera B Nacional).